# Instituto Wingate
El Instituto Wingate (en hebreo: מכון וינגייט) oficialmente Instituto Orde Wingate de Educación Física y Deportes (en hebreo: המכון לחינוך גופני ולספורט ע"ש אורד וינגייט‎), es un centro de entrenamiento deportivo ubicado al sur de Netanya, Israel, establecido en 1957. Nombrada en honor a Orde Wingate, el centro sirve para albergar instalaciones para numerosos equipos nacionales israelíes, así como una base de entrenamiento militar.
En 1989, el instituto fue galardonado con el Premio Israel para el deporte. El Centro Nacional de Deportes - Tel Aviv es un compuesto complementario del Instituto Wingate. Mientras que la mayoría del entrenamiento se realiza en el Instituto Wingate, el Centro de Deporte Nacional Supervisa los procesos deportivos.
En el campus del Instituto Wingate, son numerosos los campos deportivos. Hay un campo de rugby, que sirve como el terreno de juego en casa de la Selección de rugby de Israel. Además, los numerosos campos han sido utilizados como las sedes de diversos eventos durante los Juegos Macabeos.

## Historia
La decisión de establecer un instituto nacional de cultura física se tomó incluso antes de la creación oficial del Estado de Israel por el Vaad Leumi, el máximo órgano ejecutivo del Yishuv en la Tierra de Israel. Las tareas del futuro instituto, que desde 1944 se planeó que llevara el nombre de Orde Wingate, debían incluir la formación profesional de profesores de educación física e instructores deportivos, la investigación científica en el campo de la cultura física y su promoción, la organización de campamentos de recreación para jóvenes y adultos, así como la formación deportiva de Olim Jadashim (nuevos inmigrantes). En 1947, se asumió que el instituto se construiría en el área de Herzliya.
En 1949, se formó la junta directiva del futuro instituto, que incluía, entre otros, al primer jefe del Estado Mayor de las FDI, Yaakov Dori, y al Dr. Avraham Katzenelson (ex director del departamento de salud de la Agencia Judía). El concurso para el diseño del instituto fue ganado por uno de los principales arquitectos de Yishuv, Aryeh Sharon. Más tarde se decidió que el instituto se establecería junto a Netanya.
Bajo su territorio, el Fondo Nacional Judío en 1951 asignó 200 dunams de tierra, y el Ayuntamiento de Netanya, un cuarto de millón de libras israelíes. El Instituto comenzó oficialmente sus operaciones en abril de 1957, y en septiembre se convirtió en parte del Colegio de Educación Física de Tel Aviv. Desde 1964, un centro de investigación de medicina deportiva ha estado operando en el territorio del Instituto Wingate. Más tarde, sobre la base del Instituto Wingate, se desarrolló una prueba de laboratorio del mismo nombre para la preparación física, que ganó popularidad en el mundo. A principios de la década de 1970, se agregó una piscina de clase olímpica al número de instalaciones deportivas del instituto (el instituto fue sede del Campeonato Europeo de Natación en Piscina Corta de 2015).
En 1989, el Instituto Wingate fue galardonado con el Premio de Deportes de Israel por logros sobresalientes en educación, medicina deportiva e investigación científica. En 2017, la Kneset aprobó una ley que otorga al Instituto Wingate el estatus de instituto nacional de logros deportivos.